# Világélelmezési Program
A  Világélelmezési Program (angol: World Food Programme, röviden WFP)  az ENSZ élelmezési segélyekkel foglalkozó része, mely a világ legnagyobb, az éhezés ellen küzdő és az élelmiszer-biztonsággal foglalkozó humanitárius szervezete. 1961-ben alapították, székhelye Rómában van, és ezen kívül a világ 80 országában vannak irodái. A hivatalos adatok alapján a WFP minden évben 91,4 millió embernek segít 83 országban. 2019-ben már 88 ország 97 millió lakosán segítettek, mely adatok rekordnak számítanak 2012 óta, tevékenységük kétharmadát pedig konfliktus zónákban fejtik ki.
A sürgősségi ételadományokon kívül a szervezet rehabilitációval, fejlesztési segélyekkel foglalkozik, valamint azon is ügyködik, hogy az élelmiszerlánc minél ellenállóbb legyen a klímaváltozással és a politikai instabilitásokkal szemben. Az ENSZ Fejlesztési csoportjának egyik végrehajtó tagja, mely csoport kollektíven felel a fenntartható fejlődési célok végrehajtásáért, és a második cél értelmében 2030-ra meg akarják szüntetni az éhezést.
Mivel segített a konfliktuszónában élelmiszersegélyekkel, ezért 2020-ban ez a szervezet kapta a Nobel-békedíjat.

## Története
A WFP-t 1961-ben hozták létre az Élelmezésügyi és Mezőgazdasági Világszervezet 1960-as konferenciája után, ahol George McGovern, az amerikai Food for Peace igazgatója azt javasolta, hozzanak létre egy multilaterális élelmezési segélyprogramot. A WFP az első segélyprogramját a FAO (Élelmezésügyi és Mezőgazdasági Világszervezet vagy Food and Agriculture Organization) és a közgyűlés segítségével 1963-ban indította el, mikor egy hároméves kísérleti program keretében Vádi-Halfa núbiai lakóit támogatták Szudánban. A sikert látva a programot 1965-ben kiterjesztették.

## Előzmények
A WFP tevékenysége a fenntartható fejlődési célok teljes spektrumát lefedi, mivel az élelmiszerhiány, az éhség és az alultápláltság egészségügyi gondokat okoz, mely olyan fenntarthatósági célokat is érint, mint az oktatás, a munkavégzés vagy a szegénység, melyek a lista nyolcadik, negyedik illetve első helyén állnak
A 2020-as Covid19-pandémia és az ezzel együtt járó lezárások nagy súlyt helyeztek a mezőgazdasági termelésre, mert felborult a világot átfogó érték- és ellátási láncolat. Ez felerősítette az alultápláltsággal és ehhez kapcsolódóan az élelmiszer-ellátással kapcsolatos aggodalmakat. Emiatt "2020-ban 132 millió fővel többen érintettek az alultápláltságban."

## Finanszírozás
A WFP működése a világ kormányainak, vállalatainak és magánszemélyeinek önkéntes adományozásain alapszik, melyek közül a legnagyobb rész a kormányoké. 2018-ban összesen 7,2 milliárd USD-vel gazdálkodtak, melyből a legtöbbet az Amerikai Egyesült Államok és az Európai Unió biztosította. (2,5 illetve 1,1 milliárd dollárral) Ezek legnagyobb részét a konfliktuszónákban élők megsegítésére adományozták, így kevesebb pénz maradt a kisebb súlyú veszélyhelyzetekre, valamint stratégiai fejlesztésre.

## Szervezet

### Vezetőség és személyzet

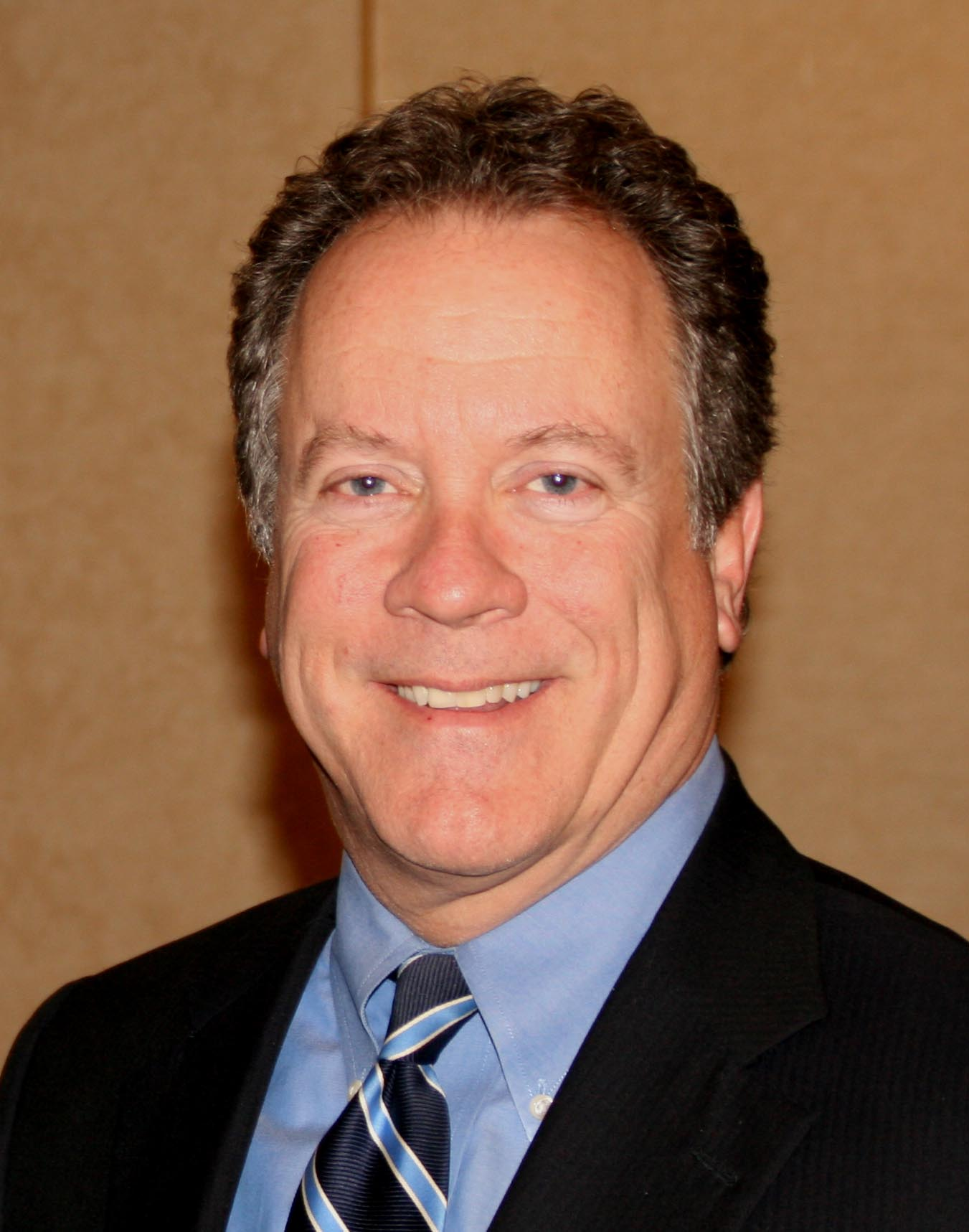
David Beasley, a WFP főigazgatója

WFP élén egy vezetői testület áll, melynek mindegyik tagját a 36 tagállam egyike jelöli ki. David Beasley, aki korábban az amerikai Dél-Karolina kormányzója volt, 2017. márciusban lett kinevezve a FAO igazgatója és az ENSZ főtitkára mellé a szervezet élére, mely kinevezés öt évre szól. Ő irányítja a szervezet Rómában székelő titkárságát. Az Európai Unió a szervezet állandó megfigyelője, és mint nagy adományozó, részt vesz a végrehajtó testület munkájában.
2018-ban, a WFP-nek 17.000 (azaz tizenhétezer) dolgozója volt.

### Logisztikai klaszter
A  Logisztikai Klaszter egy ügynökségek felett álló humanitárius koordinációs mechanizmus, melynek elődleges célja a sürgős kérésekre adott válasz biztosítása. A 11 szektorális koordinációs testület egyikeként az ENSZ Közgyűlésének 1991. decemberi 46/182 számú határozatával jött létre, jogkörét pedig a 2005-ös Humanitárius Reform keretében kibővítették.
A logisztikai klaszter információ menedzsmenti és koordinációs feladatokat lát el, mellyel segíti a döntéshozatalt, és javítja a humanitárius kérésekre adott válaszok kiszámíthatóságát és időbeliségét. Ahol szükséges, a Logisztikai Klaszter hozzáférést biztosít a közös logisztikai szolgáltatásokhoz. Mivel itt van szakértői csapat, mely ért a humanitárius logisztikához, a szervezetet választotta ki az IASC mint a Logisztikai Klaszter irányítóját. A WFP ad hátteret a Globális Logisztikai Klasztert támogató csapatnak, melynek szintén Rómában van a központja. Ezen kívül a WFP az "utolsó erőforrások biztosítója" olyan esetekben, mikor kritikus hiba van a humanitárius válaszban.

## Tevékenységek

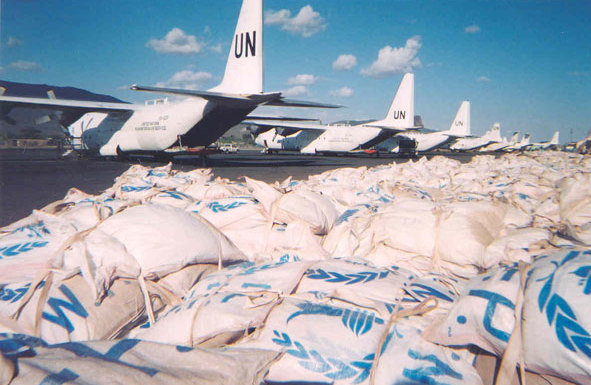
Az ENSZ C–130 Hercules szállítógépei várakoznak a kenyai Lokichokio repülőtéren. Szudán déli részébe, Rumbekbe szállítanak élelmiszert.

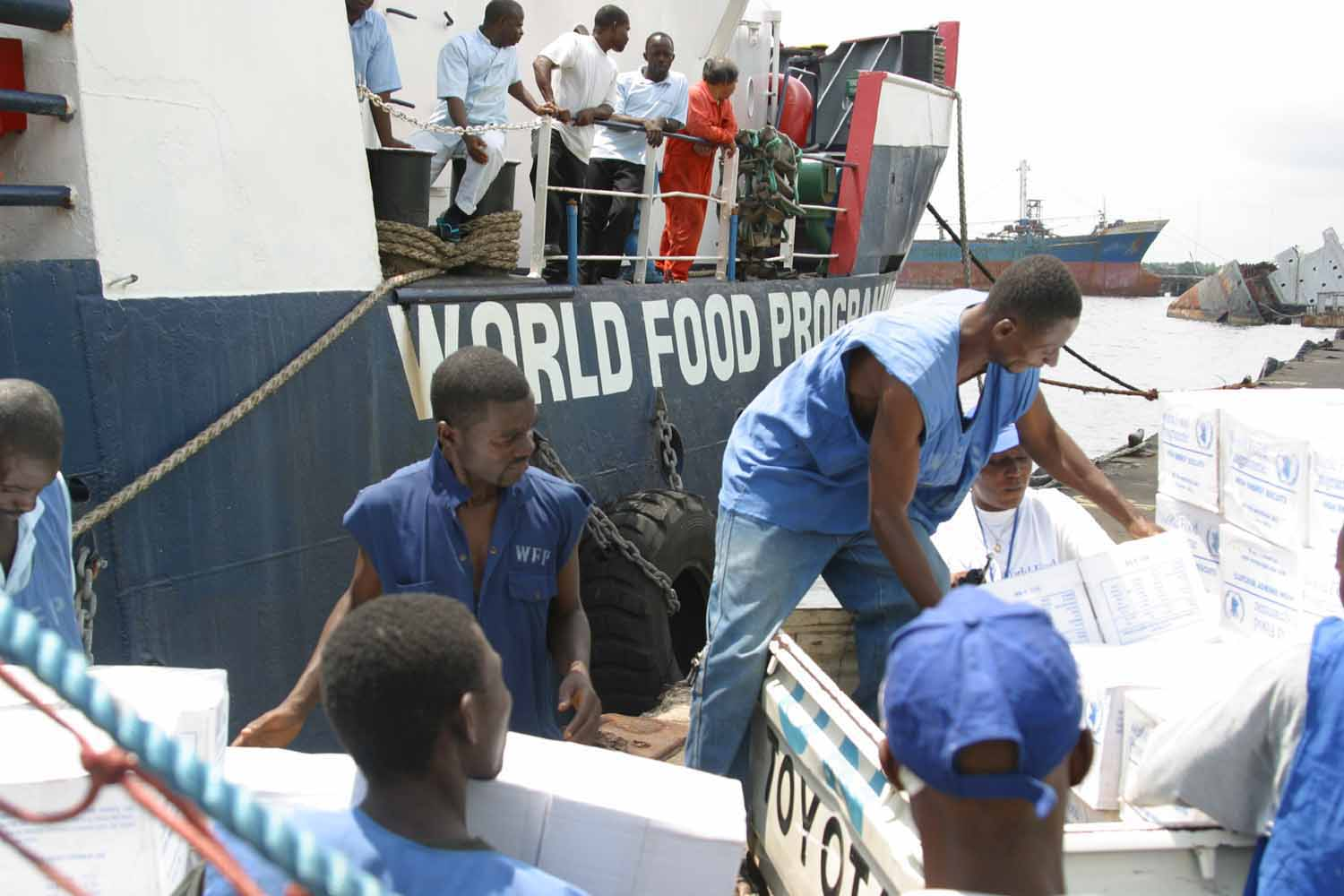
A WFP humanitárius segélyt oszt szét 2003-ban Monrovia szélén Libériában.

### Programok
2008-ban a WFP koordinálta az ötéves Purchase for Progress (P4P) pilot projektet. A P4P feladata, hogy a kistermelők is hozzáférhessenek a mezőgazdasági piacokhoz, és versenyképes szereplők lehessenek ott. A program végül Afrika, Ázsia és Latin-Amerika 20 országába jutott el, és 800.000 farmernek segített a mezőgazdasági termelés növekedésében, a szüret utáni kezelésben, a minőségbiztosításban, a csoportos marketingben, a mezőgazdasági finanszírozásban és a szerződéskötésben. A projekt eredményeképp 366.000 (azaz háromszázhatvanhatezer) tonna élelmiszert gyártottak, és a kisgazdáknak összesen 148 millió USD bevétele lett.
2010-ben a WFP a 2010-es haiti földrengésre válaszul csak a nőknek osztott élelmiszersegélyt. Emögött majdnem fél évszázados tapasztalat húzódott meg, hogy ha csak nőknek adnak segélyt, akkor azt a háztartáson belül egyenlőbben osztják szét. 71 országban iskolai ellátást és/vagy hazaviteli programot szerveztek, ezzel azt akarták elérni, hogy a gyerekek jobban fókuszáljanak a tanulásra, illetve a szülők nagyobb arányban küldjék őket iskolába.
2017-ben a WFP elindította a Building Blocks programot, amely a Szíriából Jordániába menekülteknek pénzbeli segítséget nyújtott. A projekt blockchain technológiát alkalmaz, hogy digitalizálják a személyazonosságukat, és a menekültek szemscannelés után megkaphassák az élelmiszert.
2020-ban a WFP több mint 12 millió jemenit élelmezett egy hónapon keresztül, akiknek 80%-a, a húti erők által ellenőrzött területen élt.